# Universitas Istropolitana

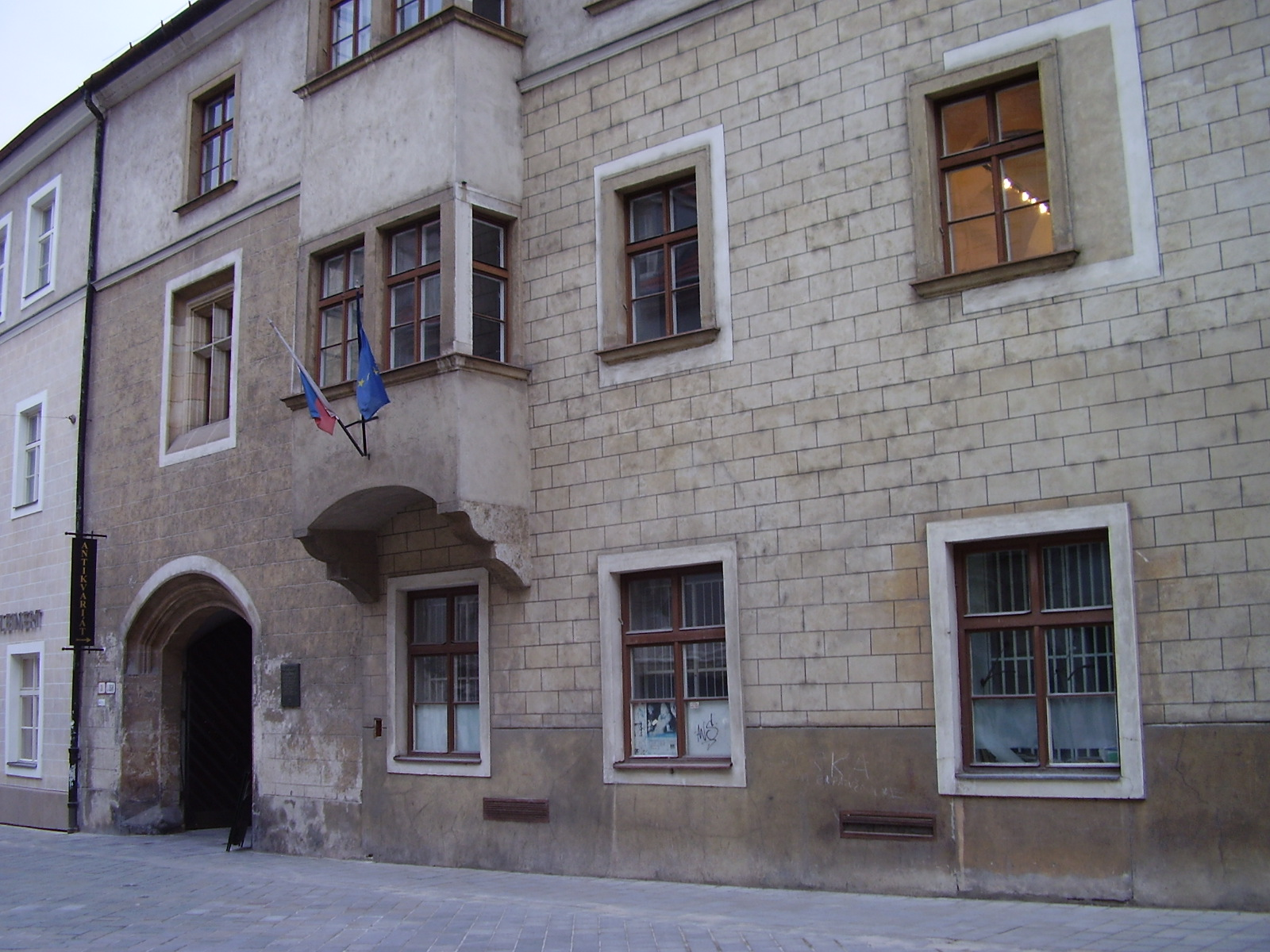
Ancien bâtiment de l'Universitas Istropolitana

L'Universitas Istropolitana (ou Academia Istropolitana) fut fondée en 1465 par un acte du pape Paul II dans la ville de Pozsony (aujourd'hui Bratislava), dans le royaume de Hongrie, à l'initiative du roi Matthias Corvin et de Jean Vitéz, archevêque d'Esztergom et chancelier du royaume. L'activité commença vraiment en 1467.
Istropolis (en grec « Cité du Danube ») est le nom humaniste donné alors à la ville de Pozsony/Bratislava.
Il y eut auparavant un collège universitaire à Veszprém au temps du roi Béla IV, mais il fut détruit en 1276 par les troupes de Péter Csák (père de Máté Csák). En 1367, une université fut fondée à Pécs par le pape Urbain V à l'initiative du roi Louis Ier (sur le modèle de l'Université de Vienne fondée deux ans plus tôt), mais elle se réduisit rapidement à deux écoles indépendantes, une d'arts libéraux et une de droit canon. En 1395, le roi Sigismond créa une université à Óbuda, mais elle ne dura qu'une vingtaine d'années. En 1465, l'« Istropolitana » était donc la seule université du royaume.
Le but de la fondation était de former des hommes compétents pour l'administration de l'État sans dépendre des universités étrangères, mais aussi de renforcer l'Église hongroise contre la propagande hussite. L'université était fondée délibérément à proximité de ses grandes concurrentes étrangères. Elle fut conçue par ses promoteurs suivant l'idéal de l'humanisme : méthodes d'enseignement, importance de l'élément laïc, intérêt pour les sciences naturelles, influence de la devotio moderna.
L'archevêque Jean Vitéz, chancelier de l'université, était assisté par Georges (ou Juraj) Schönberg, prévôt du chapitre de la cathédrale Saint-Martin, qui en fut le principal responsable († 1486). Aucun document direct sur l'organisation et l'activité de l'établissement n'a subsisté : il avait au moins deux facultés (arts libéraux et droit canon), et la théologie et la médecine étaient enseignées également. 
Jean Vitéz fit venir, notamment d'Allemagne, de Pologne et d'Italie, plusieurs professeurs réputés. L'astronome Regiomontanus y fut de 1467 à 1471 : il préparait une édition latine de l'Almageste de Ptolémée, établit des tables astronomiques et fabriqua des instruments. Martin Bylica, qui collabora avec Regiomontanus, enseignait à la fois l'astronomie et la médecine, et devint astrologue et conseiller de Matthias Corvin. L'Italien Pierre de Vérone, « doctor artium et medicinæ », et Erasmus Adlman enseignaient aussi la médecine. Les humanistes italiens Galeotto Marzio, ami du poète Janus Pannonius (neveu de l'archevêque), et Aurelio Brandolini furent aussi recrutés. Le dominicain sicilien Giovanni Gatti (ou Johannes Gattus) était doctor decretorum et magister sacræ theologiæ. En théologie également, on peut citer Matthias Gruber (de Medling en Carniole), Laurentius (ou Vavrinec) Koch (de Krompachy), Angelus Rangon.
L'Universitas Istropolitana ne dura pas longtemps : après la disgrâce de Jean Vitéz (1471), elle perdit rapidement ses professeurs les plus renommés, et elle disparut complètement après la mort de Matthias Corvin en 1490. Elle n'avait pas trouvé de formule de financement. Ce fut une nouvelle tentative avortée de créer une université dans le royaume de Hongrie.
Un des bâtiments qui abritaient l'université (la « maison Gmaitl » dans la rue Venturska) existe toujours : il sert aujourd'hui à l'Académie de musique et d'art dramatique de l'École supérieure des arts de la scène de Bratislava.